# Festival interceltique de Lorient 1985
La 15e édition du Festival interceltique de Lorient se déroule du 2 au 11 août 1985. Aux habituelles délégations venues de Bretagne, Irlande, Ecosse, Galice, Pays de Galles, Cornouailles et Île de Man, s'ajoute celle des Asturies, dont fait d'ailleurs partie Lisardo Lombardía, futur directeur du festival. Un pipe band Australien est aussi pour la première présent.
Pour la première fois, le festival reçoit la visite d'un ministre de la culture en la personne de Jack Lang, venu annoncer l'autorisation de la signalétique bilingue.
The Dubliners, Tri Yann, Gilles Servat, Glenmor, Ange, Mory Kanté, Brenda Wootton et Shaun Davey sont les principales têtes d'affiche de cette édition.

## Animations
Le festival compte chaque jour de nombreuses activités culturelles, mais aussi sportives ou culinaires, dans différents lieux de la ville.

### Espace Kergroise
Le joueur de kora et chanteur malien Mory Kanté ouvre les festivités avec un concert le 2 août. La « Nuit des retrouvailles » est organisée le lendemain, réunissant Tri Yann, Gilles Servat, Glenmor et Youenn Gwernig, 15 ans après leur première participation.
The Dubliners jouent en concert le 4 août. Le lendemain a lieu la « Nuit du folk de Bretagne » avec Gwendal et Sonerien Du. La cornouaillaise Brenda Wootton et l'italienne Maria Carta y chantent le 6.
Le 7 août, Shaun Davey reprend la composition The Brendan Voyage (en), augmentée de Granuaile (en). On peut y entendre notamment la chanteuse Rita Connolly accompagnés par l'Orchestre symphonique du festival.
Vient ensuite la nuit « Chants et musiques de la mer » avec la participation de Djiboudjep, mais aussi les conteurs Alain Le Goff et Lucien Gourong, le président Pierre Guergadic et le directeur Jean-Pierre Pichard.
On compte également les soirées « Prestige des cornemuses d'Écosse » et « Nuit interceltique du folk ». Le festival se termine avec le concert du groupe Ange le 11 août.

### Stade du Moustoir
Le « Championnat interceltique des sports traditionnels et tournoi de lutte bretonne » se déroule le 4 août. La « Grande nuit Écosse-Irlande » a lieu le 6.
La finale du Championnat national des bagadoù est disputée le 10 août. Elle est remportée par le Bagad Kemper. Elle est suivie de la « Nuit des cornemuses », comprenant le palmarès du championnat et les prestations de nombreux bagadoù, pipe bands, chœurs, etc.
Le 11 août a lieu le « Festival des danses de Bretagne ».

### Palais des Congrès
Le 4 août, le « Trophée Macallan » pour soliste de Great Highland bagpipe est remporté par Carlos Núñez pour la seconde fois.
Les soirées « Folk d'Irlande », « Folk de Galice » et « Folk d'Écosse » ont lieu respectivement les 3, 6 et 9 août. Une soirée « Folk d'ailleurs » le 7, voit la participation du groupe Beleno venu des Asturies ou encore La Ciapa Rusa (it) d'Italie.
La « Nuit Galice-Île de Man-Cornouailles » se déroule 4 août, le spectacle « Musiques bretonnes d'Aujourd'hui » a lieu le 5, la « Soirée du Pays de Galles » le 10 et la « Soirée de la Cornouailles » le 11. Pat Kilbride and The McCalmans (en) donnent une concert le 8 août. 
Plusieurs cours d'initiation à la danse bretonne sont dispensés l'après-midi. Chaque date s’achève par une soirée cabaret animée par des couples de sonneurs, des duos de chanteurs bretons ou des groupes comme Skeulriou Noz ou les Chantous du pays nantais. On y trouve aussi un atelier de broderie, dentelle et perlage.

### Chapiteau des expositions, place Auguste Nayel
L'exposition « Art et artisanat d'art des pays celtes » présente, durant toute la durée du festival, le travail de plus de 250 peintres, graveurs, sculpteurs, potiers, tisserands, etc. issus des sept pays celtes. Une exposition de lutherie est aussi proposée.
La pièce Lucrèce Borgia de Victor Hugo est jouée par le Théâtre populaire de Bretagne le 3 août. Une « Journée de la BD et des dessinateurs » et une « Journée des écrivains » sont organisées. Les auteurs, comme Jean Markale, y dédicacent leurs ouvrages.
On peut également y voir les spectacles « Cornemuses d'Écosse », « Cornemuses d'Irlande », « Danses celtiques contemporaines », « Musiques traditionnelles de Bretagne » ou « Noblesse des Musiques de Galice ». Ils sont précédés par de nombreux concerts quotidiens, avec notamment l'Aberdeen Strathspey and Reel Society, l'ensemble de cuivres Gabrieli, Bernard Pichard et Mariannig Larc'hantec, ou le groupe Tebra.

### Places et rues de la ville
La « Grande parade des nations celtes », procession des bagadoù, cercles celtiques et autres délégations venues d'Écosse, d'Irlande, de Galice, du pays de Galles, de l'Île de Man et de Cornouailles, a lieu le 11 août. Le même jour se tient le « Triomphe de la Celtie », défilé de sonneurs. Les « Athlètes des pays celtes » défilent place Alsace-Lorraine le 4. D'autres parades ont lieu chaque jour dans différents endroits, avec notamment le Bagad de Lann Bihoué et le Bagad Sonerien An Oriant.
Des attelages du Haras d'Hennebont défilent le 6 août et une exhibition de voltige équestre se tient place Alsace-Lorraine le 7.
Des représentations de café-théâtre ont lieu place des Halles St-Louis avec  le conteur Lucien Gourong, le groupe Alpho et le spectacle La Fleur rouge du poète Manu Lann Huel. Tous les jours, Alain Le Goff, accompagné par Denis Corbel, présente les contes La Légende de la ville d'Ys et La tradition orale bretonne place Aristide Briand.
Une « Grande Poissonnade » et un fest-noz se déroulent place de l'Hôtel de ville. Une « Cotriade monstre » se tient sous la criée du port de pêche avec, entre autres, La Godinette et Xorima (gl).
Chaque jour, Le Pub accueille des concerts d'artistes divers place Jules Ferry, comme ceux de Skolvan ou An Triskell. Enfin, des concerts, et animations de quartier ont lieu parc Jules Ferry et place Aristide Briand,
Pour clore le festival, la « Grande Nuit du Port de Pêche », avenue de la Perrière, dure jusqu'au petit matin.

### Autres
L'église Saint-Louis accueille les concerts « Noblesse de la bombarde », « Chœurs de Galice et de Cornouailles », « Grandes orgues et cornemuses d'Irlande » et « Prestige de la harpe celtique ». Une messe solennelle en breton est donnée le dimanche 11 août.
L'Hôtel de ville accueille les expositions « Costume breton et des pays celtiques » et « Tradition de vielle en Bretagne ». Les œuvres du peintre de Claude Huart sont exposées à l'Espace l'Orient. Une exposition et bourse d'échange et vente de minéralogie et paléontologie est présentée au Foyer du Jeune Travailleur.
Cinq conférences sont données à la Chambre de commerce entre le 30 juillet et le 8 août, dont une traitant du « Théâtre populaire breton » par Gwennole Le Menn et une autre sur « L'Armorique romaine » par Patrick Galliou. Un colloque sur « Les échanges commerciaux entre la Bretagne et les pays celtes » se tient à l'Institut Consulaire les 8 et 9 août. L'Université populaire bretonne d'été (UPBE), dispense des cours sur « La langue bretonne », « L'Archéologie » et « La Bretagne au Moyen Âge ».
Un « Festival du film celtique » se tient au cinéma le Royal 5. Ont lieu également les « Rencontres des cinéastes et télévisions des pays celtes ».
On compte aussi un championnat de batterie solo, une exposition sur les cornemuses d'Europe et une excursion sur le thème « Découverte de la Bretagne : Le Haut-Léon ».
Côté sports et jeux, le festival organise un tournoi de golf au Golf Club de Saint-Laurent Ploemel, un Concours hippique international au Parc du Bois du château, le 3e tournoi Open international d'échecs, un concours de darts (fléchettes), et le Challenge d'Aboville, régates d'Aviron, Yole 16 et Godille à l'Estacade. Un concours de boule bretonne se déroule rue Beauvais et pont d'Oradour le 3 août, et un concours de pétanque en doublettes est disputé sur toute la durée du festival.
Paddy Moloney est aperçu jouant du tin whistle côté coulisses.

## Document vidéo
- « Festival interceltique de Lorient », reportage de Rennes soir sur France 3 Régions du 6 août 1985, sur le site de l'Ina - durée : 1'54".